# 土肥幸広
土肥 幸広（どひ ゆきひろ、1961年11月25日 - 2017年6月）は、広島県出身の元騎手・元調教助手。

## 来歴
1982年3月1日に騎手免許を取得し、栗東・松田由太郎厩舎所属としてデビューすると、松田幸春の弟弟子となる。初騎乗は同6日の中京第6競走5歳以上400万下でシルクニホン（14頭中11着）、初勝利は4月10日の阪神第12競走5歳以上800万下・アイゼンチカラで、延べ17戦目であった。3年目の1984年からフリーとなり、1986年には金鯱賞を18番人気のイズミスターで制して重賞初勝利を飾った。
小倉に滅法強いことで知られ、重賞も北九州記念の3勝を筆頭に、小倉大賞典1勝、小倉で代替開催であった1993年と1994年の中京記念を連覇するなど、相性が抜群に良かった。
さらにアラシやワイドバトルやサマニベッピンといったクセと渋さのある馬とのコンビで活躍し、加藤敬二厩舎や吉永猛厩舎の管理馬への騎乗機会が多かった。
1992年4月末には同僚の丸山勝秀に所有していた記念品（コースレコードを記録した際に贈呈されたもの）を無断で持ち出され、質屋で現金に換金されたことがある。丸山は窃盗の容疑で逮捕されてしまい、事が発覚した。丸山にはギャンブルによる多額の借金があったと言われ、競馬界を追放されている。
2004年4月30日に現役を引退。騎乗成績は6,723戦551勝で、重賞は15勝。
引退後は南井克巳厩舎の調教助手に転身。南井とは、彼が騎手としての引退レースにおいて土肥の鞭を借りて騎乗し、見事勝利したという縁がある。その後、大根田裕之厩舎に移籍した。
2017年6月、病気のため死去していたことが、2019年4月29日のラジオNIKKEI第2「中央競馬実況中継」放送内で、解説の荒木敏宏によって明らかにされた。55歳没。

## 主な騎乗馬
- ワイドバトル（1992年小倉大賞典）
- アラシ（1992年福島記念、1993年中京記念）
- シルクムーンライト（1993年北九州記念）
- シマノヤマヒメ（1994年中京記念）
- サマニベッピン（1995年金鯱賞・府中牝馬ステークス・阪神牝馬特別）
- テイエムオオアラシ（1997年カブトヤマ記念・福島記念）
- タヤスメドウ（2000年新潟大賞典）

その他
- ハギノリアルキング
- エリモエクセル
- サンドピアリス
- シルクフェイマス
- リードワンダー
- エイシンサンサン